# Evangelische Kirche (Hörbach)

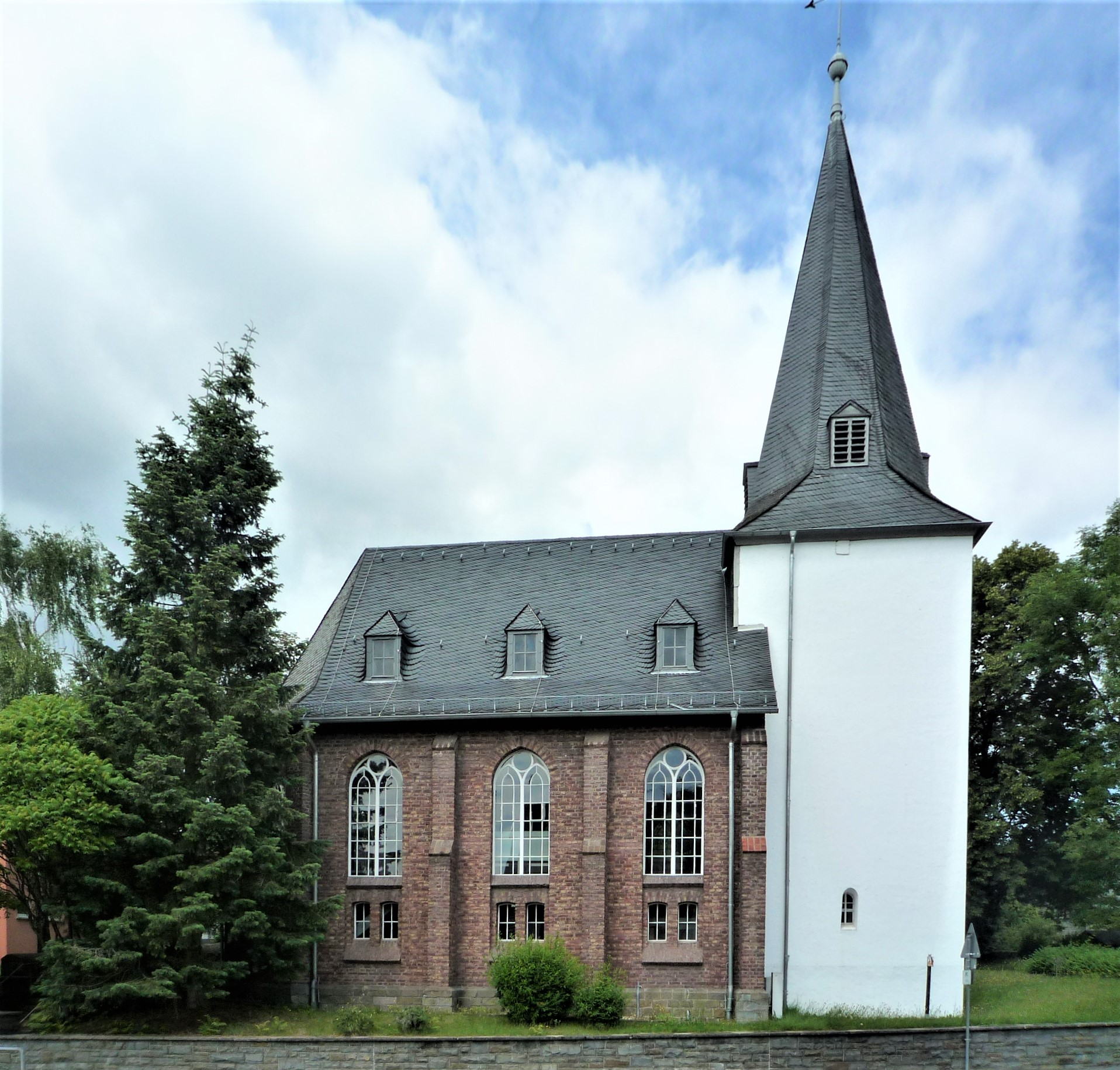
Evangelische Kirche (Hörbach)

Die evangelische Kirche Hörbach ist ein denkmalgeschütztes Kirchengebäude, das im Ortsteil Hörbach der Stadt Herborn im Lahn-Dill-Kreis (Hessen) steht. Die Kirchengemeinde gehört zum Dekanat an der Dill in der Propstei Nord-Nassau der Evangelischen Kirche in Hessen und Nassau.

## Beschreibung

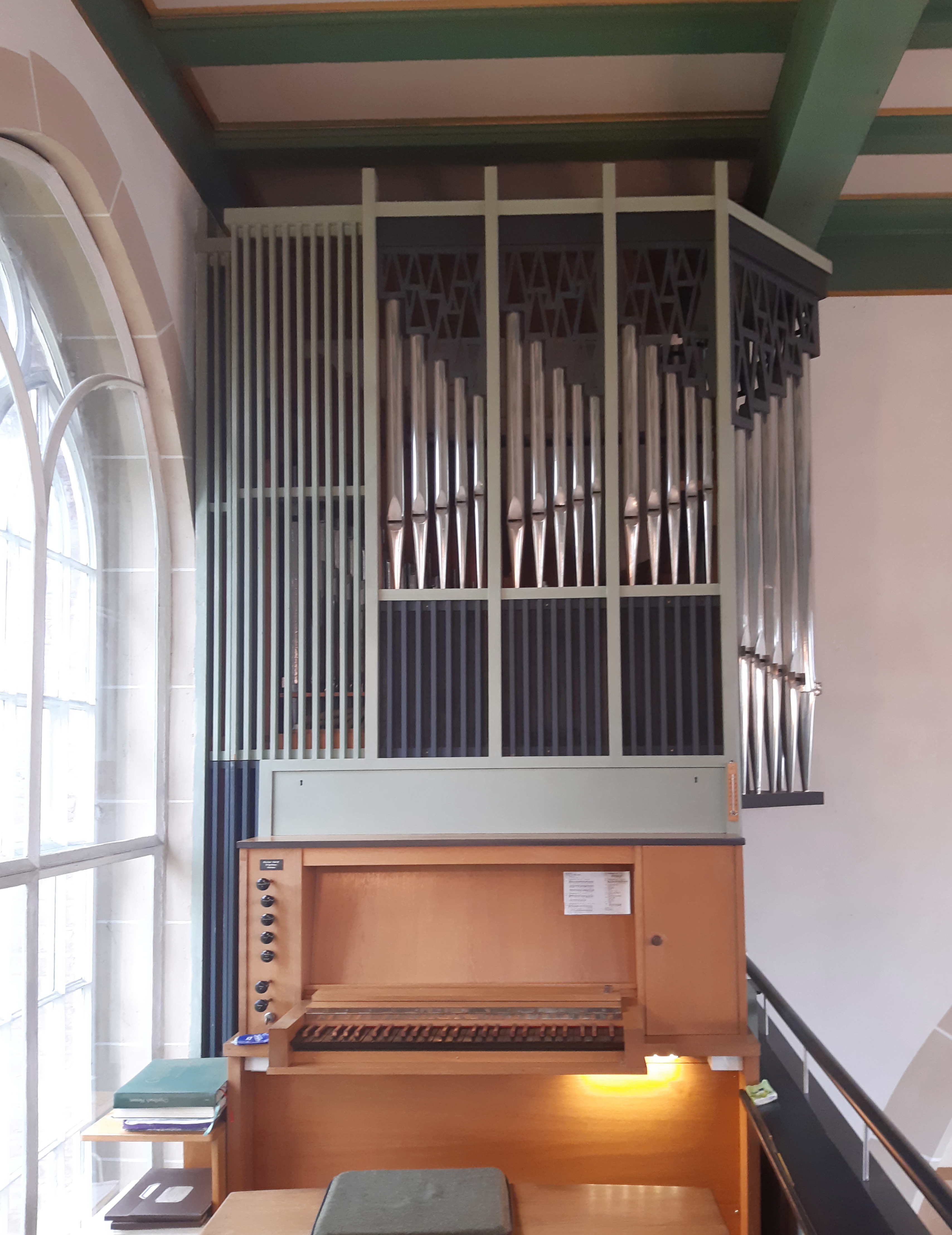
Hardt-Orgel

Der mittelalterliche quadratische Chorturm der Saalkirche wurde 1242 erbaut. Den ins Achteck überführten, schiefergedeckten Helm erhielt er 1456. Hinter den Klangarkaden in seinen Dachgauben befindet sich der Glockenstuhl. 
Das neugotische, dreiseitig geschlossene Kirchenschiff mit drei Jochen aus Backsteinen wurde nach Westen 1879 angefügt. Zwischen den gestuften Strebepfeilern liegen auf der Höhe der Empore zweibahnige Bogenfenster. Darunter befinden sich jeweils zwei kleine Fenster für das Erdgeschoss. Der Chor und das Kirchenschiff sind durch einen Chorbogen miteinander verbunden. 
Die um 1880 entstandene Kirchenausstattung wird durch den Altar und die Kanzel aus dem 18. Jahrhundert ergänzt. Die Orgel von Orgelbau Hardt verfügt über sieben Register auf einem Manual und Pedal.